# Бањалучки инцидент
Бањалучки инцидент је инцидент који се десио 28. фебруара 1994. када су амерички авиони F-16, који су дејствовали у оквиру операције Спречити лет НАТО пакта пресрели 6 авиона Ратног ваздухопловства Војске Републике Српске Ј-21 Јастреб који су се враћали након напада на фабрику муниције у Бугојну и фабрику оружја у Новом Травнику. Том приликом оборена су четири авиона Ј-21 Јастреб, док су два напустила ваздушни простор Босне и Херцерговине и успела да слете на аеродром у Удбини. Погинула су три пилота РВ и ПВО ВРС: Ранко Вукмировић, Звездан Пешић и Горан Зарић.